# Januariupproret

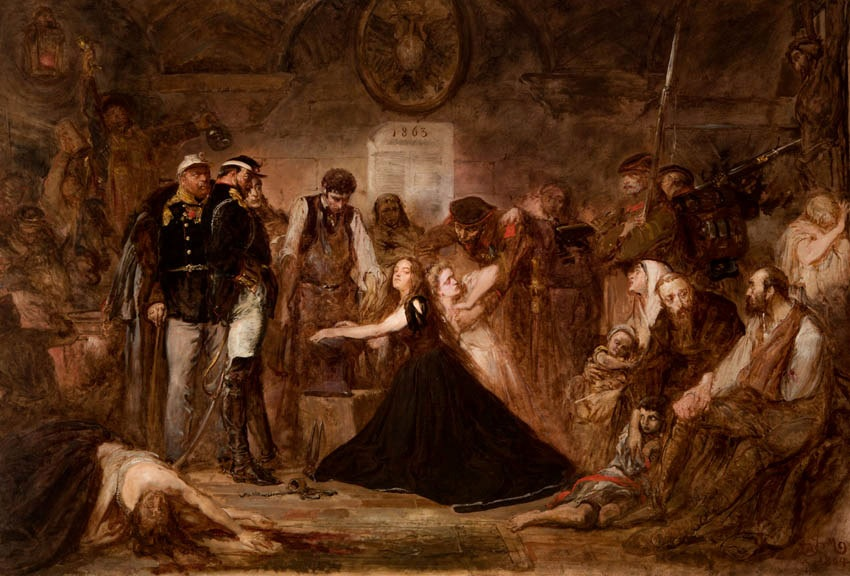
"Polen 1863", målning av Jan Matejko. Polska rebeller väntar på deportation till Sibirien.

Januariupproret ägde rum 1863–1864 i områden som tidigare tillhört det polsk-litauiska samväldet mot den ryska överhögheten över landet.

## Förhistoria
Vid Alexander II:s regeringstillträde 1855 och efter nederlaget i Krimkriget ägde en reformvåg rum i det ryska imperiet. Bland annat försökte tsaren vinna Polen genom en mild politik. 1857 fick den polska adeln inträde i förvaltningen av de västliga guvernementen; 1858 blev polska undervisningsspråk i Litauens gymnasier. Polska nationalister fruktade denna politik mer än terror, eftersom de tänkte att den skulle göra polackerna välvilligt inställda gentemot Ryssland. Judar togs upp i skrån, hantverkarföreningar och köpmannaförbund i kölvattnet av de demokratiska strömningarna.

## Upproret

Januariupprorets vapen. Heraldiken hänvisar till tre nationer som bildar det polsk-litauiska samväldet: den vita örnen representerar Polen, Vytis Litauen och ärkeängeln Mikael Rutenien/Belarus.

De så kallade vita och röda nationalisterna samarbetade mot tsarmakten, trots inre spänningar. Mot slutet av 1862 grundades Komitet Centralny Narodowy (KCN) och den 1 september deklarerade det sig som regering för Kongresspolen. Tsaren hotade att kalla de röda till militärtjänst och KCN svarade med kallelse till uppror. Man proklamerade frihet åt bönderna och broderskap åt judarna. De vita anslöt sig.
Upproret spreds från Kongresspolen till Ukraina, Belarus och Litauen och fick stöd av polacker i Preussen och Galizien. Det var en kamp om opinioner också. Ryssland garanterade bönder i Litauen, Belarus och Ukraina jord och frihet på adelns bekostnad. Den polska nationella fronten splittrades därmed, vita och röda började bekämpa varandra och tsarens styrkor slog ned upproret i oktober 1864.
Upproret var illa planerat och organiserat. Polen hade inte ens någon armé som 1830.

## Opinioner och aktioner utanför Polen
För Västeuropas demokratier symboliserar polackerna underkuvade nationers nödläge. Frankrike, Storbritannien och Österrike intervenerade genom diplomatiska protester till Polens förmån, men Ryssland avvisade dem. Otto von Bismarck däremot lovade Preussens fulla stöd mot att ryssarna visade sig välvilliga gentemot hans egna planer.
200 polacker i exil med Michail Bakunin chartrade ett brittiskt fartyg för att hjälpa Polen. Man skulle segla från Stockholm till Litauen. Förhoppningen var att man skulle uppbåda folket och bilda en rebellstyrka och angripa den ryska armén i flanken. Men av fruktan för ryska kryssare satte den brittiske kaptenen iland den polska legionen i Sverige. Därmed tog Bakunins illusioner om polska nationalister slut och hans försök att ena alla upproriska slaver i en panslavistisk rörelse avbröts därmed.

### Diskussioner om svenskt krig mot Ryssland
Den svenske kungen Karl XV var, i motsats till sin far Oscar I, rysshatare. När polackerna nu reste sig mot Ryssland hoppades Karl på tillfälle att tillsammans med fransmän och britter få gå mot arvfienden. Han välvde stora planer och drömde inte endast om Polens utan även om Finlands befrielse och Rysslands utestängande från Östersjön. Kungens åsikter delades av stora lager av det svenska folket. Både liberaler och konservativa hälsade polackernas frihetskamp med de varmaste sympatiyttringar, och i hemmen spelades "Polens frihetsbön". Folkstämningen underblåstes av polska flyktingar, ryska nihilister samt finska emigranter som kom till Sverige och agiterade. Alla fick de ett festligt mottagande, i synnerhet av liberala kretsar med Lars Hierta och August Blanche i spetsen.
Blanche ansåg att om inte folket förmådde genomdriva sin vilja så måste man rusta till ett nytt heligt krig och det inte endast för Polens skull utan också för Sveriges egen, för annars skulle vi "äventyra Europas aktning". Flera tidningar förde ett mycket kraftigt språk, och kungen lär själv ha använt pressen för att gjuta olja på elden. Då fann sig Ludvig Manderström också föranlåten att begagna tidningspressen – men för att dämpa den krigiska stämningen. Han varnade för ett överskattande av Sveriges krafter och för en lek med ord som "kunde bli lika blodig som dyr", och han framställde den prövande frågan om ständerna verkligen "skulle vara villiga att göra de oerhörda uppoffringar, som ett anfallskrig krävde".
Det visade sig också att Manderström räknat rätt då han tvivlade på att riksdagen skulle vilja vara med om någon äventyrspolitik. Visserligen hördes ännu krigiska röster, och särskilt från Blanche, men Manderström hade genom sin verksamhet bakom kulisserna dämpat stämningen, och slutligen bröt han udden av krigsagitationen genom en redogörelse för det verkliga läget, som visade att västmakterna inte var mycket att bygga på.

## Följder
Det polska upproret följdes av repressalier, avrättningar, tvångsarbete, landsförvisningar och konfiskationer av egendom. Russifiering var också en följd av nederlaget i upproret. År 1869 grundades ett ryskt universitet i Warszawa. Polens riksbank blev filial till den ryska. År 1870 hade alla katolska biskopar blivit avsatta.
Konsekvenser av russifieringen var att den polska nationalismen stärktes. Galizien blev den nationella rörelsens sista tillflyktsort.